# 邕管经略使
邕管经略使，742年正月，初现。755年，设立邕州管内经略使，治邕州，下辖邕州（今广西南宁市）、贵州（今广西贵港市）、横州（今广西横县）、钦州（今广西钦州市）、澄州（今广西上林县）、宾州（今广西宾阳县）、严州（今广西来宾市）、罗州（今广西廉江市）、淳州（今广西横县西北峦城镇北）、瀼州（今广西上思县西南）、山州（今广西北海市东）、田州（今广西田阳县东南）、笼州（今广西扶绥县）。758年，增防御使。759年，增节度使。760年，增防御经略使。764年，废除邕管，归属桂管经略使。770年，恢复邕管，773年，废除桂管，归邕管。785年，恢复桂管，增加浔州（今广西桂平市东北）。805年，罢瀼州、山州、田州。806年，增加怀远军，罗州、潘州归岭南节度使，820年二月，废除邕管，归桂管。822年六月恢复邕管，860年五月，短期领有容管经略使。862年五月，岭南西道节度使兼邕管，下辖桂管、安南。863年五月，增容管，龚州、象州归桂管。866年，安南设立静海军节度使。南汉夺得邕州后，改岭南西道节度使为建武军节度使，下辖邕州、贵州、横州、钦州、澄州、宾州、浔州、峦州。

## 历代節度使
- 孙公器（793年—794年）
- 董镇（794年）
- 武少仪（795年）
- 陈昙（797年—798年）
- 杜春（798年—800年）
- 徐申（801年—802年）
- 张正元（802年）
- 韦丹（804年—805年）
- 路恕（805年—807年）
- 赵良金（807年—810年）
- 崔咏（810年—813年）
- 马平阳（813年—814年）
- 徐俊（815年）
- 张士陵（约815年、816年）
- 韦悦（816年—818年）
- 李位（818年）
- 韦正武（819年）
- 崔结（822年）
- 王茂元（？—827年）
- 张遵（827年—830年）
- 董昌龄（830年—834年）
- 吴季真（834年）
- 裴恭（835年）
- 高承恭（836年—837年）
- 唐弘实（838年—840年）
- 李公敏（约会昌、大中年间）
- 裴及（约会昌、大中年间）
- 段文楚（855年—858年）
- 李蒙（858年—861年）
- 李弘源（861年）
- 段文楚（861年—862年）
- 胡怀玉（862年）
- 蔡京（862年）
- 郑愚（862年—863年）
- 康承训（863年—864年）
- 张茵（864年—865年）
- 李耽（866年—869年）
- 张鹏（871年）
- 辛谠（874年—879年）
- 张从训（881年—882年）
- 崔焯（882年—884年）
- 周岳（891年—892年，未任）
- 滕存免（892年—897年）
- 李鐬（897年—901年）
- 周承诲，赐名李继诲（901年，未任）
- 朱友宁（约唐昭宗时）
- 叶广略（906年—911年）

另柳宗元《邕州柳中丞作马退山茅亭记》作元和六年（811年）其兄柳宽为邕管经略使，但当时邕管经略使为崔咏，或误；柳宗元《与邕州李域中丞论陆卓启》所记李域经略邕州时间待考；《新五代史》载朱全昱于天祐二年（905年）领岭南西道节度使。
建武军节度使
- 刘弘弼（942年—943年）
- 刘弘泽（943年—944年）
- 刘弘邈（944年—954年）